# 갈라라테
갈라라테(이탈리아어: Gallarate [ɡallaˈraːte][*], Galaraa)는 이탈리아 북부 롬바르디아주 바레세도에 있는 알토밀라네세와 밀라노 대도시권의 도시이자, 코무네이다. 인구는 약 54,000명이다.
바레세, 라베노 및 아로나 (심플론의 경우)로 가는 철도의 교차점이다. 서쪽으로 약 10km 떨어진 곳에 비촐라의 전기 공사가 있으며, 티치노강에서 23,000마력을 생산한다. 그 영토는 아르네타강과 교차하며 티치노강 자연공원에 속한다.
이 도시는 19세기 초반에 강력한 섬유 산업을 가지고 있었다.
카소라테 셈피오네와 사마라테와 같은 다른 인근 도시와 마찬가지로 그 이름은 라틴어에서 왔다.

## 역사
갈리아인에 의해 설립되었고 나중에 로마인에 의해 정복된 갈라라테는 당시 갈리아 키살피나라고 불렸던 로마의 정복으로 거슬러 올라가는 문서에서 중요한 비쿠스나 마을로 언급되었다. 카롤링거 왕조가 이탈리아 북부를 정복한 후, 아직 존재하는 산타 마리아 대성당 옆에 있던 원래의 로마 요새 유적 위에 성이 세워졌다. 성은 사라졌지만, 고대 위치는 도시의 지형과 거리 이름 비아 포스트카스텔로(Via Postcastello)로 확인된다.
1287년 오토네 비스콘티에 의해 카스텔세프리오가 멸망된 후 갈라라테는 광대한 세프리오 백국령의 수도가 되었다. 이 기간 동안 갈라라테는 프랑스 통치가 시작될 때까지 나머지 비스콘티 통제기간 동안 지속되는 번영과 경제 성장의 기간을 보았다. 2세기 후(1498년). 국립 기록 보관소의 문서는 갈라라테를 이탈리아와 해외 시장, 특히 면화, 커튼, 아마와 직물에 대한 상업 교류의 중요한 중심지로 언급한다. 로스나티, 레이나, 마세라, 팔라치, 마치, 퀴리오니, 마리와 구엔자티와 같은 저명한 가족은 귀족과 상인 계층을 대표했다. 이 기간은 또한 큰 시민 개선의 시기이자 산업 활동의 중심지로서 갈라라테의 시작으로 기록되었다.
15세기 후반에 이 도시는 외국의 지배를 받았는데, 처음에는 스페인의 지배를 받았고, 그 다음에는 프랑스인(그리고 다시 스페인과 오스트리아의 계승자)의 지배를 받았으며, 이 조건은 19세기까지 지속되었다. 이러한 정치적 불안정 사이에 갈라라테는 벤티볼리오, 팔라비치노, 카라치올로, 알템프스, 비스콘티 및 카스텔바르코와 같은 경쟁하는 일부 이탈리아 귀족 가문의 개인 영지가 되었다.
갈라라테는 1859년 이탈리아 왕국의 일부가 되었고, 1860년 12월 19일 왕 칙령으로 명예 도시 칭호를 받았다.
19세기 후반까지 현대 산업이 이탈리아의 많은 지역을 장악하기 시작했다. 수십 년 동안 갈라라테는 중요한 산업 도시가 되었다. 이 기간은 또한 갈라라테의 산업 혁명으로 인한 급격한 정치 및 경제적 변화로 인한 심각한 사회적 긴장으로 표시되었다. 오늘날 갈라라테의 산업 구조는 더 이상 과거의 거대 산업 강국을 포함하지 않다. 그러나 그들의 존재는 여전히 갈라라테의 스카이 라인을 따라 볼 수있는 높은 굴뚝의 존재로 인해 표시된다. 수천 명의 갈라라테시가 지난 세기 반 동안 일했던 많은 오래된 리버티 양식의 건물이 새로운 현대식 다층 쇼핑 센터와 광장으로 바뀌었다.

## 볼거리

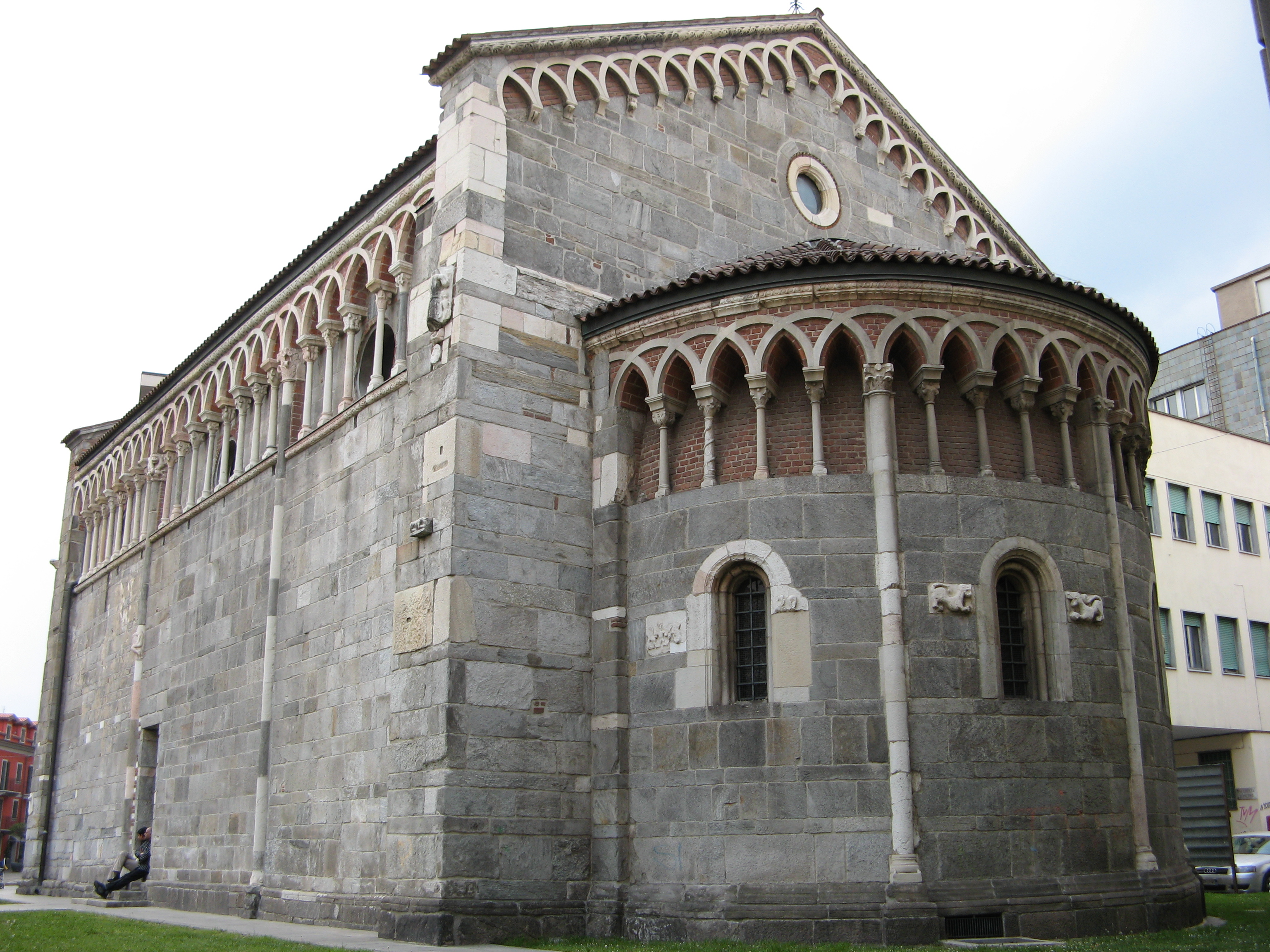
산 피에트로 교회

- 산 피에트로(San Pietro) : 일부 고딕 요소를 포함하여 11세기에서 13세기에 지어진 로마네스크 양식의 교회이다. 내부에는 통로가 없는 본당이 있다. 파사드, 후진과 측면은 가짜 로지아를 형성하는 작은 기둥으로 지원되는 아케이드가 특징이다. 1844년에 국가 기념물로 지정되었다.

- 산타 마리아 아순타 : 도심에 위치한 교회로 2016년 가을 지방 정부가 복원 작업을 시작했다.
- 산탄토니오 아바테(Sant'Antonio Abate)의 바로크 양식의 교회
- 17세기 초에 지어진 마돈나 디 캄파냐의 성역.
- 산 제노네 교회 (18세기)
- 산 로코 교회(16세기)
- 19세기에 까르보나 리가 숨어 있던 역사적인 약국 Dahò, Dott 소유. 레나타 미놀리. 약국은 주세페 가리발디 동상이 있는 가리발디 광장에 있다.
- MAGA 미술관 (갈라라테 미술관) 5,000점 이상의 현대 및 현대 미술 작품을 소장하고 있는 미술관이다.

## 경제
19세기와 20세기에 갈라라테는 섬유 산업의 중요한 중심지였다. 이제 이곳은 교통 및 하이테크 산업을 위한 지역 허브이다.

## 교육
안토니오 파니치 컨소시엄 도서관 시스템은 갈라라테에 본부를 두고 있다. 시스템은 갈라라테에서 시민도서관 “루이지 마이노”(Luigi Majno)를 운영한다. 갈라라테는 또한 이전 예수회 대학인 알로이시아눔의 자리이며, 현재 중요한 도서관이 있는 예수회 문화 센터이다. 카를로 마리아 마르티니는 그곳에서 생애의 마지막 몇 년을 보냈다.
2010년에 지방 정부는 MAGA 미술관이라는 현대 미술관을 건립하여 사망한 오타비오 미소니를 기리는 미소니 전시회를 개최했다. MAGA는 지역 학생 연구 및 성인 교육의 중심지이다.

## 교통
1860년에 개업한 갈라라테역은 도모도솔라-밀라노, 루이노-밀라노, 포르투 세레시오-밀라노 철도가 만나는 지점이다. 이 역은 장기간 운행되는 (밀라노에서 제네바 및 바젤까지) 유로시티 여러 열차, 밀라노에서 도모도솔라까지 지역 열차, 밀라노 교외 철도 서비스의 S5선, 티치노 철도 네트워크의 S30선이 정차하는 정류장이다.